# Флаг Юты
Флаг Ю́ты (англ. Flag of Utah) — один из государственных символов американского штата Юта. Флаг был утверждён в 1913 году (с изменениями 2011 и 2024 года). 
Ранее состоял из печати штата Юта, окружённой золотым кругом на тёмно-синем фоне.

## Описание печати штата Юта
Белоголовый орлан, национальная птица Соединённых Штатов, символизирует защиту во время войны и мира. Стрелы в когтях орла представляют храбрость в войне. Лилия, цветок штата Юта, означает мир. Девиз штата «Industry» («Промышленность») и улей символизируют прогресс и трудную работу. Перекрещённые флаги Союза показывают верность штата Юта Соединённым Штатам. Название штата расположено под ульем. Дата 1847 означает год, когда Бригам Янг привёл первых мормонов на территорию Юты. 1896 означает год, когда Юта вступила в США в качестве штата. Золотой круг вокруг печати представляет незыблемый порядок. Щит под орланом символизирует защиту.

## История
Проект печати был принят в 1850 году территорией Юта и изменён художником Гарри Эдвардсом, когда Юта стала штатом в 1896 году. До вхождения Юты в США Территория Юта использовала флаг, напоминающий современный.
Согласно большинству описаний, флаг государства Дезерет был подобен флагу штата Юта, но поскольку этот флаг не был узаконен, использовались также другие светские и религиозные варианты.

Старый флаг Юты (использовался с 2011 по 2024)

С 2018 по 2023 год законодательный орган штата работал над тем чтобы оценить потребность в новом флаге и разработать новый флаг с участием граждан. Новый дизайн флага был принят во время законодательной сессии 2023 года и стал официальным с 9 марта 2024 года.